# Regió de Maekel
Maekel és una regió (zoba) d'Eritrea, en la part central del país. La seva capital és la ciutat d'Asmara.

## Departaments
Aquesta regió posseeix una subdivisió interna composta pels següents districtes:
- Berikh
- Ghala Nefhi
- North Eastern
- Serejaka
- South Eastern
- South Western

## Territori i població
La regió de Maekel o Central té una superfície de 1300 km². Dins de la mateixa hi habita una població d'aproximadament 778.000 persones (xifres del cens de l'any 2006).